# Obozy NKWD dla jeńców polskich
Obozy NKWD dla jeńców polskich – miejsca masowego odosobnienia trzech grup jeńców polskich w niewoli radzieckiej. Nie są tu wymienione inne miejsca odosobnienia polskich jeńców w ZSRR, takie jak więzienia Zachodniej Białorusi i Zachodniej Ukrainy – gdzie zgromadzono oddzielnie aresztowanych polskich oficerów w liczbie około tysiąca osób, czy więzienie NKWD na Łubiance w Moskwie.
Podane obozy zostały podzielone na potrzeby tego hasła na obozy jenieckie właściwe, w których władze radzieckie w zasadzie przestrzegały warunku konwencji o jeńcach i nie zmuszały ich do pracy niewolniczej, oraz na obozy jenieckie pracy, w których jeńcy wykonywali roboty przymusowe. Dla miejsc przetrzymywania pierwszej grupy jeńców użyto znanego z historiografii podziału na obozy specjalne i rozdzielcze, a dla drugiej grupy wprowadzono rozróżnienie na obozy przejściowe i poamnestyjne.

## Obozy NKWD w czasie „Operacji polskiej” (1933–1938)
Po zakończeniu w 1924 r. repatriacji, na podstawie Traktatu ryskiego (1921 r.), w ZSRR pozostało ok. 1,1–1,2 mln Polaków. Większość (ok. 900–950 tys.) mieszkała na Ukrainie i Białorusi, gdzie przeważali chłopi (ok. 80%), osiedleni w XVII–XVIII w., oraz najczęściej na terenach przed I rozbiorem Polski i w pobliżu granicy polsko-sowieckiej. Istniały też polskie skupiska w dużych miastach, takich jak Kijów, czy Mińsk, Leningrad i Moskwa. W samej Rosji, na Zakaukaziu i Syberii było łącznie ok. 200 tys. Polaków. W 11 sierpnia 1937 r. Jeżow podpisał rozkaz operacyjny nr 00485, który zapewniał, m.in. „całkowitą likwidację (...) podstawowych zasobów ludzkich polskiego wywiadu w ZSRR”. „Polska operacja”, określana „na 3 miesiące”, była parokrotnie przedłużana i zakończyła się decyzją NKWD i Rady Komisarzy Ludowych z 15 listopada 1938 r. Przez parę miesięcy trwało też „czyszczenie” wśród tych enkawudzistów, którzy brali udział w operacji.
Represje wobec Polaków objęły zarówno czołówkę działaczy komunistycznych (m.in. stracono 46 członków i 24 zastępców członków KC), jak i „zwykłych obywateli”; zarówno robotników, jak i – przede wszystkim – chłopów. Według sprawozdania NKWD z 10 lipca 1938 r., aresztowano łącznie 134 519 Polaków – ok. 53% na Białorusi i Ukrainie, z których większość trzymano w obozach NKWD. Do chwili podjęcia decyzji z 15 listopada 1938 r. liczba aresztowanych wynosiła ok. 150 tys. Szacuje się, że 40–50%, czyli ok. 75 tys., zostało rozstrzelanych. Pozostałych deportowano do Kazachstanu lub osadzono w obozach NKWD.

## Obozy przetrzymywania pierwszej grupy
Obozy wymienione poniżej funkcjonowały w umownym okresie od 17 września 1939 r. do końca maja 1940 r., czyli zakończenia tzw. rozładowania obozów specjalnych (zbrodnia katyńska).

### Obozy jenieckie właściwe

Obozy NKWD dla jeńców polskich

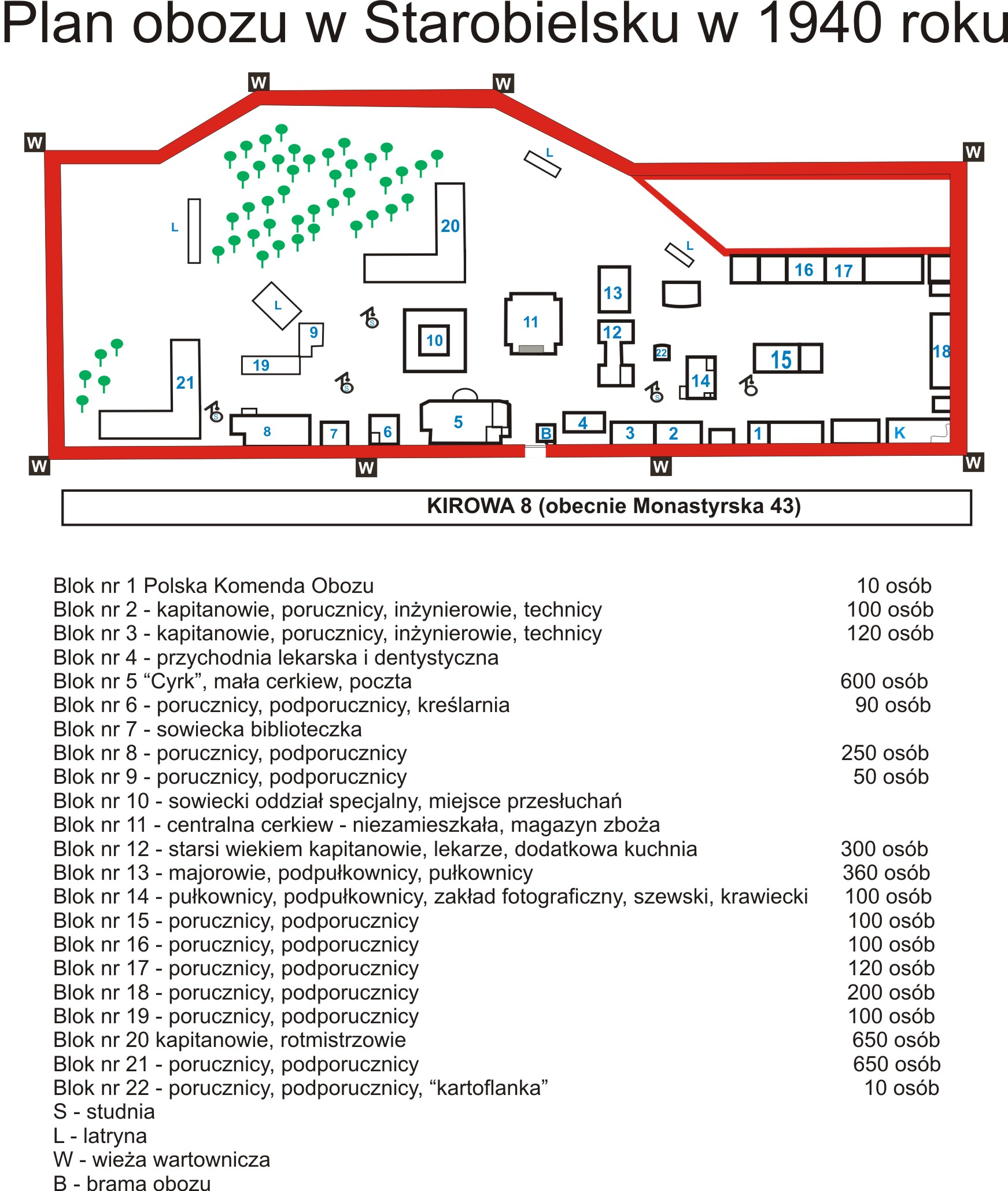
Plan obozu w Starobielsku w 1940 roku

Dla pierwszej grupy jeńców utworzono je na mocy rozkazu nr 0308 z 19 września 1939 r. Ławrientija P. Berii w celu rozmieszczenia przekazywanych organom NKWD zatrzymanych przez Armię Czerwoną na anektowanych wschodnich obszarach Polski w wyniku agresji 17 września 1939 r. polskich jeńców wojennych, zgodnie, z którym został ustanowiony Zarząd NKWD ZSRR do spraw Jeńców Wojennych (UPW). Szefem tego nowego organu został major, a od marca 1940 roku kapitan bezpieczeństwa państwowego (b.p.) Piotr Soprunienko. Literatura podaje ponad sto takich obozów (około 138), a najbardziej znane tzw. właściwe obozy jenieckie to (z podaniem lokalizacji geograficznej, komendanta i komisarza w momencie utworzenia obozu oraz stanu jeńców przed rozładowaniem dla obozów specjalnych i obozu griazowieckiego):
- obozy specjalne:

1. kozielski (Kozielsk k. Kaługi w obwodzie kałuskim (Rosja) przy linii kolejowej Smoleńsk – Bachmutowo – Kozielsk), ok. 250 km na południowy wschód od Smoleńska – w monasterze Wprowadzenia Matki Bożej do Świątyni (Pustelnia Optyńska), opisywany w „Braciach Karamazow” Dostojewskiego; komendant: st. lejt. bp Wasilij Nikołajewicz Korolow, komisarz st. politruk Michaił Michajłowicz Aleksiejew; początkowo obóz przejściowy dla przekazania jeńców Niemcom, potem obóz specjalny oficerski ze względu na przeładowanie obozu starobielskiego; według informacji Ośrodka „KARTA” z tego obozu zamordowano 4410 osób;
2. ostaszkowski (Ostaszków w obwodzie kalinińskim, obecnie twerskim, Rosja), na północny zachód od Kalinina (Tweru) przy linii kolejowej Wielkie (Wielikije) Łuki – Pieno – Bołogoje, a właściwie na odległej o 11 km od Ostaszkowa wysepce Stołbnyj na jeziorze Seliger w pobliżu wioski Żar – w monasterze Pustelnia Niłowo-Stołobieńska; komendant: st. lejt. bp Pawieł Fiodorowicz Borisowiec, komisarz st. politruk Iwan Aleksiejewicz Jurasow; obóz dla policjantów, pracowników służby więziennej, wywiadu oraz żandarmów; według informacji Ośrodka „KARTA” z tego obozu zamordowano 6314 osób;
3. starobielski (Starobielsk w obwodzie woroszyłowgradzkim, obecnie ługańskim, Ukraina), nad rzeczką Ajdar na drodze Millerowo – Kuliansk i linii kolejowej Staniczno-Ługanskoje – Urazowo – w monasterze Opieki Matki Bożej; komendant: kap. bp Aleksiej Grigoriewicz Bierieżkow, komisarz Michaił Michajłowicz Kirszyn; pierwszy specjalny obóz oficerski; według informacji Ośrodka „KARTA” z tego obozu zamordowano 3739 osób.

- obozy rozdzielcze, przejściowe i zbiorcze:

1. grazowiecki (Griazowiec pod Wołogdą (Rosja) na linii kolejowej Jarosław – Wołogda), w byłym klasztorze, później domu wczasowym przedsiębiorstwa Siewierolies, ok. 8 km od miasta i stacji kolejowej; komendant: por. bp Michaił Filippow; miejsce gromadzenia jeńców wyselekcjonowanych przez NKWD z obozów specjalnych do realizacji perspektywicznych planów, w maju 1940 r. było ich 395;
2. juchnowski (Juchnow koło Kaługi, Rosja) nad rzeką Ugrą na drodze Małojarosławiec – Miatliewo – Rosław, faktycznie w byłym sanatorium gruźliczym Pawliszczew (Pawliszew) Bor (często obóz identyfikowany jest pod tą nazwą), 500 m od wsi Szczełkanowo, 32 km od stacji kolejowej Babynino na linii Tichonowa Pustyń k. Kaługi – Suchiniczi; komendant: mjr bp Filip Josifowicz Kadyszew, komisarz batalionowy Ewel Sołomonowicz Gilczienok;
3. jużski (Juża w obwodzie iwanowskim, Rosja) niedaleko od rzeki Klaźmy, na terenie miasteczka Talicy, 30 km od miasta Juża i 47 km od stacji kolejowej Wiazniki; komendant: mł. por. bp Aleksandr Fiłatowicz Kij, komisarz st. por. bp Grigorij Wasiljewicz Korotkow;
4. kozielszczański (Kozielszczyna w obwodzie połtawskim (Ukraina) przy linii kolejowej Połtawa – Krzemieńczuk), 500 m od stacji kolejowej; komendant: st. por. bp W.Ł. Sokołow, komisarz kap. F.S. Akulienko;
5. orański (Oranki pod Gorkim (obecnie i poprzednio Niżnij Nowgorod, Rosja), niedaleko od miasta Bogorodzk i linii kolejowej Arzamas) – Gorki (Niżnij Nowgorod), w byłym klasztorze; komendant: st. por. bp I. Sorokin, komisarz por. bp W. p. Kuźniecow;
6. putywlski (Putywl' w obwodzie sumskim, Ukraina) na drodze Sumy – Głuchow w klasztorze safroniewskim, 40 km od Putywla i 12 km od stacji kolejowej Tiotkino na linii Sumy – Worożba – Drużba; komendant: mjr bp Nikołaj Nikołajewicz Smirnow, komisarz batalionowy Siemion Piotrowicz Wasiagin; obóz przejściowy dla przekazania jeńców Niemcom;
7. wołogodzki lub zaonikijewski (Wołogda, Rosja), w pomieszczeniach zlikwidowanego domu dziecka 18 km od Wołogdy w pobliżu osiedla Zaonikijewo; komendant: Matwiejew, p.o. komisarza Timofiej Fiodorowicz Sazonow.
8. frydrychowski (w obwodzie chmielnickim, Ukraina, nad Zbruczem, na północ od Wołoczysk) – od 20 września jako obóz przejściowy, głównie dla oficerów. Jeńców trzymano pod gołym niebem. W lutym 1940 obóz zlikwidowano – oficerów wywieziono do Kozielska i Ostaszkowa, policjantów do Ostaszkowa, żołnierzy głównie do Putywla[2].
9. obóz jeniecki NKWD w Szepetówce (Szepetówka w obwodzie chmielnickim, dawnym powiecie zasławskim). Bezpośrednio po klęsce wrześniowej 1939 roku internowano tu polskich jeńców wojennych, których następnie wywożono do obozów śmierci w Charkowie i Kozielsku.

### Obozy jenieckie pracy przymusowej
Najbardziej znanymi obozami jenieckimi pracy były:
1. obóz rówieński (od grudnia 1939 r. zwany lwowskim) – system około 20 punktów obozowych rozlokowanych wzdłuż budowanej w morderczym tempie drogi strategicznej Nowogród Wołyński (Nowograd Wołyńskij) – Lwów przez Równe (Rowno), Dubno i Brody; komendant: Iwan Fediukow; skierowano tu 15 500 osób, z czego w grudniu 1939 r. Polaków było 14.211, w tym 12.482 szeregowców i 1364 podoficerów
2. obozy na potrzeby kopalń żelaza i wapienia ze zjednoczenia „Nikopol-Marganiec” na Ukrainie podległego Ludowemu Komisariatowi Metalurgii Żelaza; planowano tu skierowanie tu 8500 Polaków, a ostatecznie osadzono około 10 300 osób:
  1. obóz krzyworoski (Krzywy Róg w obwodzie dniepropietrowskim, Ukraina); około 6800 jeńców;
  2. obóz jeleno-karakubski; około 1900 jeńców;
  3. obóz zaporoski (Zaporoże, Ukraina); około 1600 jeńców.

### Obozy ON
W enuncjacjach radzieckich z kwietnia 1943 roku, a w ślad za nimi w sprawozdaniu komisji Burdenki ze strony ZSRR badającej, a faktycznie fałszującej zbrodnię katyńską, pojawiła się informacja, że na wiosnę 1940 roku jeńcy z trzech obozów specjalnych zostali zgrupowani w trzech blisko leżących, około 30–40 km od Smoleńska, obozach specjalnego przeznaczenia (pracy przymusowej na drogach) nr 1-ON, 2-ON, 3-ON. Umieszczono ich tam bez prawa do korespondencji, co uprawdopodobniało nagłe ustanie wymiany listów. Po wybuchu wojny mieli być pozostawieni na pastwę losu ze względu na brak wagonów, wpaść w ręce Niemców i na przełomie lata i jesieni 1941 roku zostać rozstrzelani przez nich. Cała ta wersja nie wytrzymuje krytyki – komisja podała z imienia i nazwiska komendanta tylko jednego obozu (1-ON), nikt z tych obozów nie uciekł, nie zmarł, nie został aresztowany lub przemieszczony do innego obozu. Pozostawienie na pastwę losu tych obozów też byłoby zadziwiające wobec uporczywych ewakuacji innych obozów, jak chociażby znajdującego się – nie jak Smoleńsk – w bezpośredniej bliskości granicy obozu lwowskiego. Ewakuację tego obozu przeprowadzono pieszo, nie koleją, do tego mając podobną liczbę więźniów, prawie w całości doprowadzono ich pod bombami do obozu starobielskiego. Ponadto pomimo twierdzeń o wpadnięciu w ręce Niemców więźniów trzech obozów, czyli około 15 tys. osób, i zamordowaniu ich wszystkich w Katyniu, znaleziono tam zwłoki w liczbie zgodnej z liczbą przetrzymywanych w jednym, kozielskim obozie. Tym niemniej wersja taka jest w Rosji propagowana w ramach tzw. kłamstwa katyńskiego (publicysta J. Muchin, gubernator A. Tiulejew).
| Nazwa obozu           | Stan jeńców na dzień: | Stan jeńców na dzień: | Stan jeńców na dzień: | Stan jeńców na dzień: | Stan jeńców na dzień: |
| Nazwa obozu           | 8 X                   | 30 X                  | 10 XI                 | 10 XII                | 31 XII                |
| --------------------- | --------------------- | --------------------- | --------------------- | --------------------- | --------------------- |
| griazowiecki          | 3099                  | 5                     | 5                     | –                     | –                     |
| juchnowski            | 8095                  | 358                   | 36                    | 421                   | 114                   |
| jużański              | 11634                 | 4097                  | 233                   | –                     | –                     |
| kozielski             | 9045                  | 1777                  | 4628                  | 4726                  | 4766                  |
| kozielszczański       | 6191                  | 1148                  | 4                     |                       |                       |
| orański               | 7057                  | 1492                  | 9                     |                       |                       |
| ostaszkowski          | 9113                  | 5431                  | 5774                  | 5961                  | 6291                  |
| putywlski             | 7376                  | 2887                  | 71                    |                       |                       |
| starobielski          | 7352                  | 2511                  | 3926                  | 3907                  | 3916                  |
| wołogodzki            | 3466                  | 402                   | 3                     |                       |                       |
| Razem                 | 72446                 | 20108                 | 14689                 | 15015                 | 15087                 |
| punkty przejmowania   | 18181                 | 8412                  | 5063                  |                       |                       |
| jeleno-karakubski     |                       | bd                    | 1800                  | 1802                  | 1797                  |
| krzyworoski           |                       | bd                    | 6966                  | 6931                  | 6927                  |
| rówieński             |                       | 18000                 | 15113                 | 14084                 | 13297                 |
| zaporoski             |                       | bd                    | 1604                  | 1604                  | 1602                  |
| Razem w obozach pracy |                       | 28167                 | 25483                 | 24421                 | 23623                 |
| Ogółem                | 90627                 | 56687                 | 45325                 | 39436                 | 38710                 |

## Obozy przetrzymywania drugiej grupy
Obozy te stanowiły miejsca przetrzymywania jeńców pomiędzy zakończeniem tzw. rozładowania obozów (zbrodnia katyńska) a okresem przejściowym po 12 sierpnia 1941 r. – ogłoszeniem tzw. amnestii.

### Obozy jenieckie właściwe
Podane poniżej obozy nie funkcjonowały stale w podanym wyżej okresie ze względu na przemieszczenia jeńców i związane z tym ich zamykanie i otwieranie. Niektóre obozy jako w dalszym ciągu funkcjonujące były wymienione wyżej.
- Obozy przejściowe:

1. juchnowski, znany też jako Pawliszczew (Pawliszew) Bor (Juchnow koło Kaługi, Rosja); przemieszczano przez niego docelowo wyselekcjonowanych do obozu griazowieckiego jeńców z obozów specjalnych; zgromadzono tu też przejętych jeńców polskich internowanych w krajach bałtyckich, w styczniu 1941 r. było ich 2752, z których wiosną 1941 r. wywieziono do obozu ponojskiego 2495 osób; 5 lipca 1941 r. obóz ewakuowano do obozu griazowieckiego (1300 osób);
2. kozielski, znany też jako Kozielsk II (Kozielsk k. Kaługi w obwodzie kałuskim (Rosja)); w lecie 1940 r. ten pusty były obóz specjalny uruchomiono ponownie i zgromadzono tu przejętych jeńców polskich internowanych w krajach nadbałtyckich, w styczniu 1941 r. było ich 2448, z których wiosną 1941 r. wywieziono do obozu ponojskiego 1428 osób; na przełomie czerwca i lipca 1941 r. ewakuowano z niego do obozu griazowieckiego 1224 jeńców polskich oraz 181 internowanych francuskich, angielskich i belgijskich wojskowych przemieszczonych w lutym 1941 r. z więzienia butyrskiego w Moskwie.

- Obozy „poamnestyjne”

1. griazowiecki (Griazowiec pod Wołogdą (Rosja); jeńcy ocaleli (wyselekcjonowani) z likwidacji obozów specjalnych oraz jeńcy internowani w krajach nadbałtyckich, przemieszczeni do obozu kozielskiego i juchnowskiego i stamtąd wyselekcjonowani (1673 osoby, z tego 395 osób ocalałych z pierwszej grupy z obozów specjalnych);
2. jużski (Juża w obwodzie iwanowskim, Rosja); jeńcy przeniesieni z zespołu Północnego Obozu Kolejowego (Siewżeldorłag) oraz część jeńców z obozu ponojskiego (9567 osób);
3. suzdalski (Suzdal w obwodzie włodzimierskim (Rosja); część jeńców przeniesionych z obozu ponojskiego (1967 osób);
4. starobielski (Starobielsk w obwodzie woroszyłowgradzkim, obecnie ługańskim, Ukraina); jeńcy ewakuowani po 22 czerwca 1941 r. z obozu lwowskiego (12 002 osoby).

### Obozy jenieckie pracy przymusowej
1. obóz lwowski (do grudnia 1939 r. zwany rówieńskim) – wykorzystywany w dalszym ciągu do forsownej budowy drogi strategicznej Nowogród Wołyński – Lwów, po 22 czerwca 1941 r. ewakuowano do obozu starobielskiego około 14 tysięcy osób (w tym około 11 tysięcy Polaków) – ofiary ewakuacji szacuje się na około 1900 osób (zidentyfikowanych przez Ośrodek „KARTA” – 1328);
2. zespół Północnego Obozu Kolejowego (Siewżeldorłag) rozlokowany w dorzeczu Peczory, w południowo-wschodniej części obwodu archangielskiego (Rosja) i sąsiednich terenach Komi ASRR; do budowy Północno-pieczorskiej Magistrali Kolejowej przemieszczeni tam zostali jeńcy z obozów: krzyworoskiego, jeleno-karakubskiego i zaporoskiego w liczbie około 8 tysięcy osób;
3. obóz ponojski (Ponoj w obwodzie murmańskim nad Morzem Białym, Rosja); przemieszczeni tam zostali jeńcy z obozów: kozielskiego i juchnowskiego na budowę NKWD nr 106 (tworzenie lotniska wojskowego).

### Obóz NKWD w Spassku
Obóz jeniecki NKWD w Spassku koło Karagandy (tzw. obóz spasozawodski) utworzono w sierpniu 1941 roku; umieszczono w nim kilkuset (prawdopodobnie ok. 260) jeńców polskich z 1939 roku, którzy nie zostali zwolnieni w ramach tzw. amnestii.

## Obozy przetrzymywania trzeciej grupy
Wkroczenie Armii Czerwonej na wschodnie tereny II Rzeczypospolitej rozpoczęło masowe akcje represyjne przeciwko polskim zbrojnym organizacjom niepodległościowym. Pojmanych ich członków gromadzono w obozach filtracyjnych i przejściowych m.in. w Białymstoku, Lublinie, Skrobowie k. Lubartowa (niekiedy podawanego jako „Skrobowo”), Przemyślu, Sokołowie Podlaskim, Miednikach Królewskich k. Wilna. Część z nich siłą lub dobrowolnie wcielano do Armii Berlinga i do Armii Czerwonej, a większość wywożono do poniższych obozów w głębi Rosji:
1. obóz borowiczyński nr 270 (Borowiczy w obwodzie nowogrodzkim, Rosja); 5795 osób
2. obóz czerebowiecki (?) (Czerebowiec (?), Rosja)
3. obóz diagilewski (Diagiliewo pod Riazaniem na linii kolejowej Moskwa – Riazań, Rosja)
4. obóz dubrowski (Dubrowsk, Rosja)
5. obóz griazowiecki (Griazowiec pod Wołogdą (Rosja)
6. obóz kałuski (Kaługa, Rosja)
7. obóz ostaszkowski nr 41 (Ostaszkow w obwodzie kalinińskim, obecnie twerskim, Rosja); łącznie z obozem riazańskim 4307 osób
8. obóz riazański nr 178-454 (Riazań, Rosja)
9. obóz saratowski nr 0321 (Saratów, Rosja);
10. obóz stalinogorski kontrolno-filtracyjny nr 283 i jeniecki nr 388 (Stalinogorsk w obwodzie moskiewskim – obecnie Krasnogorsk, Rosja); 6326 osób
11. obóz staliński kontrolno-filtracyjny nr 240 (Stalino w Donbasie, obwód doniecki, Ukraina); łącznie z obozem saratowskim 4782 osoby

Oprócz wymienionych obozów żołnierze AK i innych zbrojnych organizacji niepodległościowych byli skazywani lub kierowani do obozów pracy w Workucie, Archangielsku, Murmańsku, lub do zimowego wyrębu lasu, jak uczyniono z wszystkimi osadzonymi w obozie kałuskim zmuszonymi do takiej pracy w rejonie korobowskim pod Moskwą.

## Obozy powojenne NKWD dla Polaków w ZSRR
Trzy podstawowe typy obozów NKWD po wojnie nosiły nazwy:
- A) Obozy;
- B) Obozy kontrolno-filtracyjne;
- C) Bataliony robocze

Oto niektóre obozy NKWD dla Polaków po II wojnie światowej i liczba internowanych lub uwięzionych w ZSRR;
- Internowani na Uralu; 3940 osób, które w latach 1945–1948 przeszły przez obóz kontrolno-filtracyjny nr 0302 w obwodzie Mołotowskim i obozy jenieckie nr 231 i nr 523 w obwodzie Swierdłowskim. dla obywateli Polski, którzy zostali aresztowani w latach 1944–1945 i byli przetrzymywani bez wyroku w obozach NKWD-MWD ZSRR jako internowani.
- Uwięzieni w Ostaszkowie i Riazaniu; 4307 internowanych Polaków i obywateli polskich, którzy w latach 1944–1947 przeszli przez obozy jenieckie nr 41 w Ostaszkowie w obwodzie kalinińskim i nr 178–454 pod Riazaniem i łagrów w rejonie Workuty,
- 5690 Polaków i obywateli polskich innych narodowości aresztowanych po 4 stycznia 1944, więzionych w Workutłagu, Rieczłagu, Intłagu, Minłagu, Obskim ITŁ i Budowie 501 oraz innych łagrach podległych Północnemu Zarządowi Budowy Kolei.
- Uwięzieni w Stalinogorsku; 6326 Polaków i obywateli polskich więzionych w obozie kontrolno-filtracyjnym nr 283 i obozie jenieckim nr 388 NKWD-MWD ZSRR w latach 1944–1950.
- Uwięzieni w Borowiczach; 5795 Polaków i przedwojennych obywateli polskich innych narodowości więzionych w obozie jenieckim nr 270 NKWD ZSRR w latach 1944–1949.
- W kwietniu – maju 1945, po publicznym wezwaniu, aresztowanych przez NKWD, wysłano do pracy przymusowej w kopalniach Donbasu, kilkadziesiąt tysięcy górników – obywateli Polski z terenu województwa śląskiego. Do Polski wrócili nieliczni po dziesięciu latach.

## Obozy i więzienia NKWD po wojnie i w PRL
Zgodnie z rozkazem (nr 220169) Naczelnego Dowództwa, z 1 sierpnia 1944 r. NKWD i Smiersz (kontrwywiad wojskowy), postępując za linią frontu, na terenie Polski zakładało obozy i więzienia dla AK i opozycji. Wedle raportu z października, w ramach wykonania rozkazu w ciągu kilku miesięcy zatrzymano i rozbrojono ok. 25 tys. żołnierzy AK.
Ławrientij Beria w Rozkazie nr 001266/44 z 15 października 1944 r. powołał do stacjonowania w Polsce, 64. Zbiorczą Dywizję Wojsk Wewnętrznych NKWD, a w terenach przygranicznych wraz z jednostkami NKWD z Białorusi i Ukrainy. Nie bierzemy tu pod uwagę obozów NKWD na terenach przedwojennej wschodniej Polski. (Np. Sowieci przetrzymywali od lata 1944 r. kilka tysięcy żołnierzy Armii Krajowej (w raportach z Wileńszczyzny wspomina się nawet o 8 000), w obozie (na terenie ruin zamku) w Miednikach Królewskich koło Wilna).
Do końca 1944 r. NKWD i Smiersz zatrzymały ok. 17 tys. osób, z czego ponad 4 tys. zostało przesłanych do obozów w głębi ZSRR. Oddziały sowieckie, od 1 marca 1945 r. podporządkowane Głównemu Doradcy NKWD przy polskim Ministerstwie Bezpieczeństwa Publicznego, działały w Polsce do wiosny 1947 r., a potem te funkcje przyjął UB.
Liczbę zamordowanych i zamęczonych w więzieniach i łagrach w latach 1944–1956 ustalili historycy na ponad pół miliona, w tym 80 tysięcy żołnierzy Armii Krajowej i 31,5 tysiąca żołnierzy oddziałów leśnych (poakowskich, narodowych i innych).
Na podstawie dokumentacji MBP można ustalić, że w Polsce w kwietniu 1945 r. funkcjonowało 17 obozów (Mrowino, Studzieniec, Świętochłowice – Zgoda, Jaworzno, Zimne Wody, Potulice, Jarosław, Mysłowice, Mielęcin, Wadowice, Krotoszyn, Gdańsk, Łódź, Popkowice, Poniatowa, Łęgnowo, Obóz NKWD w Trzebusce), w których było ulokowanych 27 826 więźniów.
W drugiej połowie roku liczba obozów i kolonii rolnych wynosiła 28 placówek (doszły nowe: Głaz),
Kcynia, Krzesimów, Leszno – Gronowo, Inowrocław, Oświęcim, Janikowo, Jaksice, Gniewkowo, Będzin, Targowa Górka, Abramów, Stalowa Wola, Toruń – Rudak, Kruszwica, Warszawa, Złotów; przestały zaś funkcjonować: Poniatowa, Gdańsk, Krotoszyn, Wadowice, Zimne Wody, Świętochłowice – Zgoda.
Od stycznia 1945 r. do sierpnia 1946 r. zatrzymały łącznie ok. 47 tys. osób.

### Niektóre więzienia i obozy NKWD na terenie PRL
- Krzesimów koło Łęcznej (lipiec 1944 – sierpień 1948) – Pierwszy obóz NKWD na terenie Polski lubelskiej, gdzie zamordowano kilkaset osób, – stąd wywożono do łagrów sowieckich.
- Zamek w Lublinie (w styczniu 1954 r. więzienie przeniesiono do Chełma)- Zamek w Rzeszowie (1944–1956) – więzienia NKWD na ziemiach wschodniej RP – miejsca kaźni tych „ze wschodu”, którzy najwcześniej i najdłużej walczyli.
- Wronki, Rawicz, Fordon...(1945–1956) – trzy „centralne” więzienia komunistyczne i około 20 innych, przez które „przeszło” od 150 do 200 tysięcy żołnierzy drugiej konspiracji.
- Jaworzno obóz pracy – 6 kwietnia 1945 Ministerstwo Bezpieczeństwa Publicznego na podstawie okólnika nr 42 utworzyło Centralne Obozy Pracy, powołując obozy w Warszawie, Poniatowej, Krzesimowie, Potulicach i Jaworznie i w (1950–1956) Progresywne Więzienie dla Młodocianych w Jaworznie – dla młodocianych więźniów politycznych. Trafiali do niego więźniowie, których wiek nie przekraczał 21 roku życia. Historycy szacują, że przez więzienie przeszło ich około 5 tys.
- Majdanek – Lublin (KL) (VII 1944 – XII 1945) – obóz NKWD – stąd wywożono do łagrów sowieckich.
- Przemyśl – założony jesienią 1944 r. Obóz przejściowy NKWD nr 49 dla AK i przeciwników okupacji sowieckiej. Wywożono stąd do obozów na Syberii i najczęściej do m. Borowicze, gdzie znajdował się kompleks łagrów NKWD dla AK (Uprawienie nr 270).
- Więzienie Montelupich w Krakowie – Od wkroczenia AR w 1945 w budynku znajdowało się ciężkie więzienie Urzędu Bezpieczeństwa i NKWD, przez które przeszło kilka tysięcy polskich żołnierzy, głównie z Armii Krajowej oraz WiN, z których część wywieziono w głąb ZSRR na zesłanie.
- Poznań „Specłagier NKWD nr 2 – Dokumenty świadczą o ponad 800 więźniach przebywających w tym obozie w 1945 r., i potem, w dyspozycji poznańskiego WUBP. Wśród przetrzymywanych znajdowali się wyżsi oficerowie AK, a także żołnierze NSZ i działacze SN}. W Poznaniu istniał także lagier NKWD nr 177.
- obóz NKWD w Trzebusce koło Sokołowa Małopolskiego (VIII–X 1944) – Funkcjonariusze NKWD w lasach przy pobliskiej miejscowości Turzy zamordowali ok. 300 więźniów obozu. Miejsce to nazwano „Małym Katyniem”.
- KL Warschau Obóz koncentracyjny – Konzentrationslager. Od stycznia 1945 r., do maja 1945 r. prowadzony przez NKWD, a potem do 1949 r. przez UB; Obóz Pracy przy ul. Gęsiej, gdzie w straszliwych warunkach przetrzymywano żołnierzy Armii Krajowej, jeńców i „innych przestępców”. Zachowały się przekazy o egzekucjach w tym obozie, dokonywanych przez NKWD. Po wojnie poniosło tu śmierć ok. 1800 osób.
- Skrobów koło Lubartowa, na Lubelszczyźnie, obóz NKWD dla żołnierzy AK (1944–1945);
- Kąkolewnica Obóz NKWD dla AK, od września 1944 r. do listopada 1945 r. przebywało 2500-3000 więźniów. Uroczysko Baran w Kąkolewnicy koło Radzynia Podlaskiego. Od jesieni 1944 do przełomu stycznia i lutego 1945 roku rozstrzeliwano żołnierzy AK, ale także BCh.
- Rembertów – Specjalny obóz NKWD nr 10 na terenie fabryki Zakłady Amunicyjne Pocisk Sp. Akc., dla łącznie 8000 Polaków; żołnierzy i działaczy Polskiego Państwa Podziemnego. Utworzony na przełomie 1944 i 1945[4]. NKWD więziło tu m.in. gen. Emila Fieldorfa „Nila”. 21 maja 1945 oddział AK rozbił więzienie i uwolnił 1446 ludzi, przeznaczonych do wywiezienia do ZSRR.
- Oświęcim Obozy NKWD i UB, do jesieni 1945 r. w byłym obozie lub w pobliżu, koło dworca kolejowego „Gemeinschaftslagru”. Drugi z obozów – założony w obrębie byłego Auschwitz II – Birkenau w Brzezince – istniał do marca 1946 roku. W obozach tych przebywało około 15 tysięcy osób, głównie opornych Polaków wobec władzy. Komendantem obozu był sowiecki pułkownik o nazwisku Masłobojew. W księgach parafialnych odnotowano tam zgony 144 osób. Na terenie Śląska działało blisko 30 innych mniejszych obozów NKWD, o których zachowały się jedynie fragmentaryczne relacje ludności miejscowej i osób więzionych.
- Toszek obóz NKWD – w ciągu siedmiu miesięcy zmarło w nim około 3,3 tys. więźniów, a dalszych blisko tysiąc – zmarło z wycieńczenia – wkrótce po wyjściu na wolność.
- Kędzierzyn i Blachownia oraz w Huta „Hermann Göring” w Łabędach – obozy NKWD, gdzie więźniowie demontowali fabryki i urządzenia, wywożone później do Związku Radzieckiego.
- Obozy NKWD w Ciechanowie, Działdowie, Świebodzinie i Grudziądzu, z których wyruszyło do obozów około 25 tysięcy osób w głąb Rosji.
- Mrowino – Obóz NKWD dla polskich więźniów politycznych od 1945 do 28 czerwca 1956 roku, kiedy to, ok. godz. 18:30 powstańcy poznańscy napadli i wyzwolili jeńców.
- Działdowo – na miejscu zagłady przez Niemców 10 tys. Polaków – Obóz Nakazowo-Rozdzielczy NKWD Ludowego Komisariatu Spraw Wewnętrznych dla AK i z Deutsche Volksliste oraz jako przejściowy przy wysiedleniach Polaków z terenu Pomorza do łagrów Związku Sowieckiego od 18 stycznia 1945 do października 1945 r., z Powiatową Komendanturą Wojenną, której komendantem był mjr Witalim Szitow.
- Białystok – ul. Ogrodowa (w 1944 r. więzienie i siedziba NKWD, S 1/92)
- Kolno – więzienia i siedziba NKWD (S15/95).
- Elbląg – obóz specjalny NKWD[5].
- Wykaz IPN miejsc grzebania ofiar zbrodniczej działalności aparatu terroru w Polsce w latach 1944–1956 zawiera 186 miejsc, w których spoczywają szczątki ofiar komunistycznego państwa bezprawia.